# Jože Plečnik
Jože Plečnik ( udtale ?  udtale ?) (født 23. januar 1872, død 7. januar 1957) var en slovensk arkitekt, der havde stor indflydelse på den moderne arkitektur i Wien, Prag og Ljubljana, hovedstaden i Slovenien, især ved at designe den ikoniske Triple Bridge og det slovenske national- og universitetsbiblioteksbygning, såvel som brederne langs Ljubljanica-floden, Ljubljanas centrale markedsbygninger, Ljubljana-kirkegården, parker, pladser osv. Hans arkitektoniske aftryk på Ljubljana er blevet sammenlignet med den indflydelse Antoni Gaudí havde på Barcelona.
Hans stil er forbundet med arkitekturstilen Vienna Secession (en type jugendstil). Udover i Ljubljana arbejdede han i Wien, Beograd og på Prags Slot. Han påvirkede den avantgardistiske tjekkiske kubisme. Han er også et stiftende medlem af Ljubljana School of Architecture, og sluttede sig til den efter en invitation fra Ivan Vurnik, en anden bemærkelsesværdig Ljubljana-arkitekt.

## Liv
Plečnik blev født i Ljubljana, Carniola, i det daværende Østrig-Ungarn, det nuværende Slovenien, søn af Helena (Molka) og Andrej Plečnik. Han studerede hos den kendte wienske arkitekt og pædagog Otto Wagner og arbejdede årrække på Wagners arkitektkontor.

## Arbejde
Fra 1900 til 1910, mens han arbejdede på Wagners kontor i Wien, tegnede han Langer House (1900) og Zacherlhaus (1903-1905).
Hans Helligåndskirke (Heilig-Geist-Kirche (de)) i Wien, fra 1910-1913 er bemærkelsesværdig for sin innovative brug af påstøbt beton som både struktur og ydre overflade, og også for sit abstrakte klassiske formsprog. Mest radikal er kirkens krypt med sine slanke betonsøjler og kantede, kubistiske kapitæler og baser.
I 1911 flyttede Plečnik til Prag, hvor han underviste på college for kunst og kunsthåndværk. Den første præsident for den nye Tjekkoslovakiske Republik fra 1918 og fremefter, Tomáš Masaryk, udnævnte Plečnik til chefarkitekt for renoveringen af Prags borg  i 1920. Fra 1920 til 1934 fuldførte Plečnik en bred vifte af projekter på slottet, herunder renovering af haver og gårdhaver, design og installation af monumenter og skulpturer og design af adskillige nye indvendige rum, herunder Plečnik-salen færdig i 1930, som byder på tre niveauer af abstraherede doriske søjlegange. Hans sidste værk i Prag var Vorherres Helligste Hjertes Kirke (romersk-katolsk, 1929-32).
Efter etableringen af Ljubljana School of Architecture i 1921 i hans hjemby Ljubljana, blev han inviteret af den slovenske arkitekt Ivan Vurnik til at blive et stiftende fakultetsmedlem og flyttede til at undervise i arkitektur ved universitetet i Ljubljana. Plečnik blev i Ljubljana indtil sin død, og det er der, hans indflydelse som arkitekt er mest mærkbar.

### Giver byen Ljubljana sin moderne identitet
Plečnik gav byen Ljubljana, hovedstaden i Slovenien,  sin moderne identitet ved at designe ikoniske bygninger såsom den slovenske national- og universitetsbiblioteksbygning. Han tegnede også andre bemærkelsesværdige bygninger, bl.a. forsikringsselskabet  Vzajemnas kontorbygning. Han renoverede byens broer og Ljubljanica-flodens bredder og tegnede Ljubljanas centrale markedsbygninger, kirkegården Žale, parker, pladser osv. Bygninger designet af Plečnik blev bygget af konstruktøren Matko Curk.
I den kommunistiske periode af slovensk historie faldt Plečnik i unåde som katolik  og hans lærerrolle på universitetet blev gradvist reduceret, fordi han var over 70 år gammel. I 1947 blev han af præsidenten for den slovenske folkeforsamling, inviteret  til at tegne en ny parlamentsbygning, og Plečnik foreslog Frihedens katedral (også kendt som Plečnik-parlamentet), hvor han ønskede at nedrive Ljubljana-slottet og bygge en monumental ottekantet bygning i stedet. I 1952 bad Ljubljana byledere Plečnik om at ombygge Križanke- klostret til et mødested for Ljubljana-festivalen, hans sidste store Ljubljana-projekt. Andre projekter, han gennemførte på det tidspunkt, omfattede renoveringen af Prešeren-teatret, plus Plečnik-arkaderne, trappe og springvand, alt sammen i Kranj, genopbygning af kirker, udformningen af pavillonen på Brijuni-øerne (Titos sommerstatsresidens) og talrige Nationale befrielseskrigsmonumenter (i Ljubljana-Trnovo, Vipava, Radeče, Črna na Koroškem, Dolenja vas, Sevnica, Laško, Split, Kraljevo osv.). For sit arbejde modtog han to gange Prešeren-prisen, i 1949 og 1952 for sit livsværk. Plečnik døde i 1957 og modtog en officiel statsbegravelse i Žale, med deltagelse af mange politiske, kulturelle og kirkelige ledere.
Plečniks hjem i Ljubljana huser et museum over hans liv og arbejde.
I 2021 blev udvalgte værker af Plečnik i Ljubljana og Črna vas optaget på listen over verdensarvssteder under navnet " Jože Plečniks værker i Ljubljana – Human Centered Urban Design ".

## Galleri
- Villa Langer (1901)
- Villa Loos (1901)
- Villa Weidmann (1902)
- Langerhuset (1902)
- Zacherlhaus (1905)
- Grav for Heinrich Peham von Bojernberg (1906)
- Lacknergasse 98 (1907)
- Villa Graßberger (1908)
- Borromæus springvand (1909)
- Herbststraße 82 (1913)
- Silbergasse 35 (1915)
- Kongrespladsen, Ljubljana (1928)
- Springvand ved Lány Slot (1930)
- Triple Bridge forlængelse (1931)
- Trnovo-broen (1931)
- Sankt Antonius af Padua-kirken, Beograd (1932)
- Vorherres helligste hjertes kirke, Prag (1932)
- Grav for Antonín Švehla (1933)
- Mary of Lourdes-kirken, Zagreb (1934)
- Kirkegård Navje (1938)

### Arbejder på Prags borg
- Paradisets Have (1925)
- Flagstænger foran Matthiastor (1926)
- Observationsplatform (1927)
- Tredje gårdhave og obelisk (1928)
- Wall Garden (1928)
- Fountain (1928)
- Trappe (1931)
- Trappe (1932)